# Piaseczno Zalesie
Piaseczno Zalesie – znajdujący się na trasie Piaseczyńskiej Kolei Wąskotorowej przystanek osobowy, a dawniej także i mijanka w Piasecznie, w dzielnicy Zalesie Dolne, województwie mazowieckim, w Polsce.

## Infrastruktura

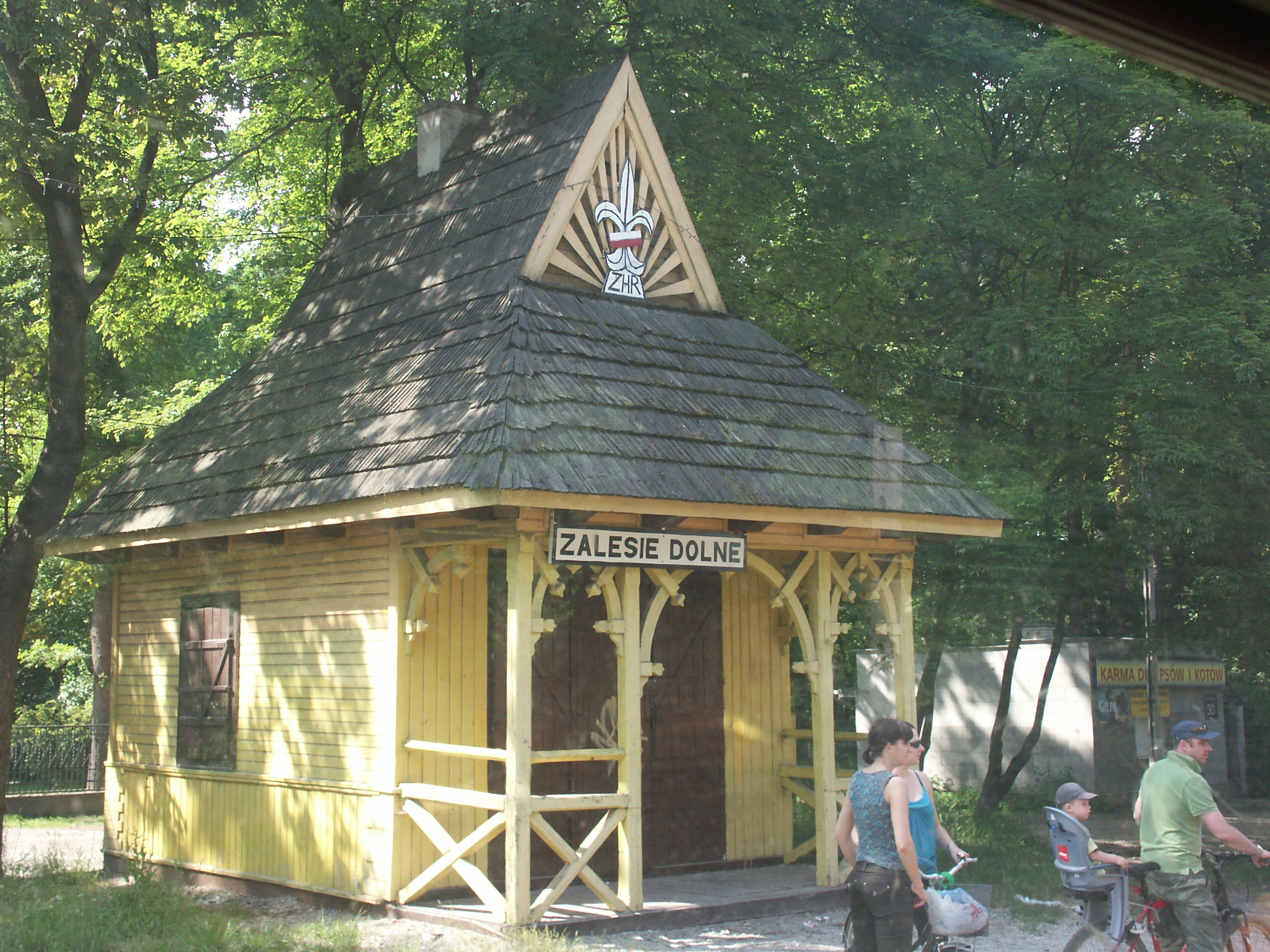
Budynek przystanku osobowego Piaseczno Zalesie widziany z okien pociągu turystycznego Piaseczyńskiej Kolei Wąskotorowej w dniu 08.06.2008 roku.

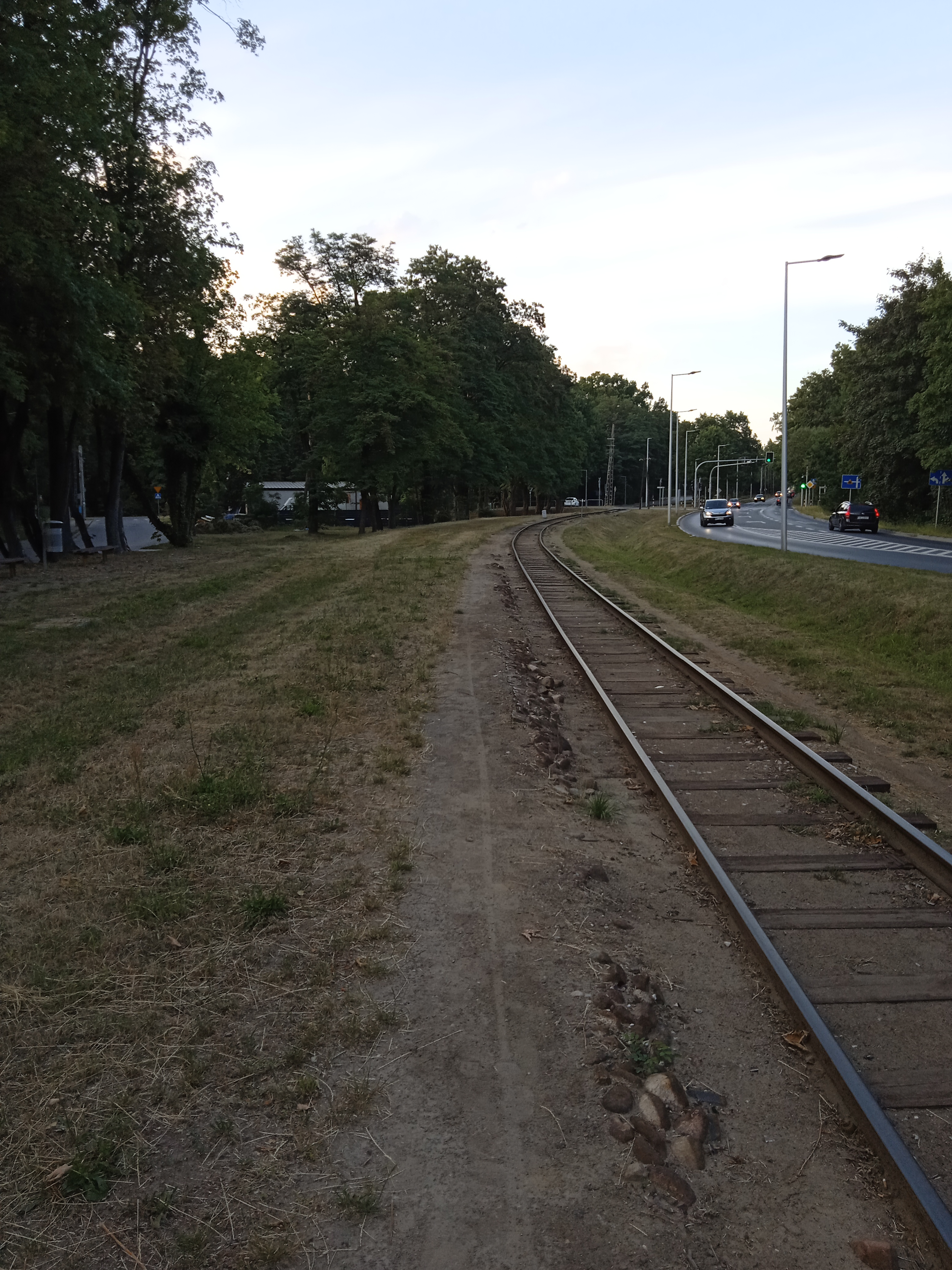
Peron ziemny p.o. Piaseczno Zalesie. Po lewej widać miejsce po niegdysiejszym torze mijankowym.

Obiekt posiada jeden tor szlakowy (od samego początku swojego istnienia jest przystankiem osobowym, a nie stacją, toteż nie ma toru głównego zasadniczego, gdyż te charakterystyczne są dla stacji), jeden peron ziemny i zabytkowy budynek z lat 30 XX wieku. Między rzeczonym budynkiem, a torem szlakowym znajduje się ugnieciony pas terenu, w którym onegdaj przebiegał tor dodatkowy, umożliwiający minięcie się pociągów. Poza tym obiekt posiadał dwa tory postojowo-odstawcze, na których przechowywano nieużywany w danym momencie tabor ze stacji Piaseczno Przeładunkowa. Sam budynek został wybudowany w modnym nie tylko w okresie Młodej Polski, ale również i w Dwudziestoleciu Międzywojennym stylu zakopiańskim.